# 村岡典嗣
村岡 典嗣（むらおか つねつぐ、1884年（明治17年）9月18日 - 1946年（昭和21年）4月13日）は、日本の歴史学者。日本思想史学の先駆者。広島高等師範学校教授、東北帝国大学法文学部教授を歴任した。

## 略歴
1884年、東京生まれ。旧制開成中学（現開成高等学校）時代、短歌に才能を示した。開成中卒業後、早稲田大学哲学科に進学。1906年（明治39年）に早大卒業、1908年（明治41年）、独逸新教神学校卒業。
その後外字新聞『ジャパン・デーリー・ヘラルド』『日独新報』の記者を務めながら、1911年（明治44年）に『本居宣長』を上梓、これが認められて1920年（大正9年）広島高等師範学校教授となり、1924年（大正13年）、東北帝国大学法文学部教授となり、日本思想史学科を開設した。1946年（昭和21年）に定年退官。

## 研究内容・業績
- 主著として『日本思想史研究』がある。
- 「紅葉山人と源氏物語」では、尾崎紅葉が『金色夜叉』を書く前に、短期間に『源氏物語』を読んでいたことを実証し、後期の紅葉への『源氏』の影響を示した（『日本思想史研究』所収）。

## 家族・親族
- 長男：村岡晢は西洋史研究者。

## 著作

### 単著
- 『本居宣長』警醒社書店、1911年2月。NDLJP:992389。
  - 『本居宣長』（増訂版）岩波書店、1928年5月。NDLJP:1050961。度々再版
  - 『本居宣長 1』前田勉校訂（増補版）、平凡社〈東洋文庫〉、2006年1月。ISBN 9784582807462。
  - 『本居宣長 2』前田勉校訂（増補版）、平凡社〈東洋文庫〉、2006年3月。ISBN 9784582807486。。各・電子書籍（2020年）で再刊
- 『日本思想史研究』岡書院、1930年11月。
  - 『日本思想史研究』（増訂版）岩波書店、1940年10月。ISBN 9784000016001。
- 『東洋哲学史 日本第1部』岩波書店〈岩波講座 哲学 第3巻 10〉、1932年6月。NDLJP:1264009。
- 『国民精神の淵源』青年教育普及会、1933年4月。
- 『日本文化史概説』岩波書店〈岩波講座 日本文学 第11巻 2〉、1934年7月。
- 『日本神道の特質 東洋思想に於ける日本の特質』岩波書店〈岩波講座 東洋思潮 第10巻 3〉、1936年5月。
- 『日本文化史概説』岩波書店、1938年4月。ISBN 9784000016605。NDLJP:1918776。復刊1987年
- 『素行・宣長』岩波書店〈大教育家文庫 第6〉、1938年6月。NDLJP:1073205。
  - 『素行・宣長』（復刻版）岩波書店〈大教育家文庫 第6〉、1984年9月。
- 『続 日本思想史研究』岩波書店、1939年2月。ISBN 9784000016018。
- 『平田篤胤』生活社〈日本叢書 59〉、1946年5月。
- 『日本思想史研究 第3』岩波書店、1948年12月。ISBN 9784000016025。
- 『日本思想史研究 第4』岩波書店、1949年2月。ISBN 9784000016032。各・再版
- 青山なを、丸山キヨ子共 編『村岡典嗣歌集』日本思想史学会、1952年4月。
- 『神道史』村岡典嗣著作集刊行会、創文社〈日本思想史研究 第1巻〉、1956年11月。ISBN 9784423150023。
- 『宣長と篤胤』村岡典嗣著作集刊行会、創文社〈日本思想史研究 第2巻〉、1957年11月。ISBN 9784423150047。
- 『日本思想史上の諸問題』村岡典嗣著作集刊行会、創文社〈日本思想史研究 第3巻〉、1957年12月。ISBN 9784423150030。
- 『日本思想史概説』村岡典嗣著作集刊行会、創文社〈日本思想史研究 第4巻〉、1961年8月。ISBN 9784423150054。
- 『国民性の研究』村岡典嗣著作集刊行会、創文社〈日本思想史研究 第5巻〉、1962年3月。ISBN 9784423150061。各・再版
著作集は、各・講談社「創文社オンデマンド叢書」（電子書籍、2022年）で再刊
- 『新編 日本思想史研究 村岡典嗣論文選』前田勉編・解説、平凡社〈東洋文庫〉、2004年5月。ISBN 9784582807264。電子書籍（2020年）で再刊
- Muraoka Tsunetsugu (1988). Studies in Shinto thought. Classics on Japanese thought and culture. 5. translated by Delmer M. Brown and James T. Araki. Yushodo

### 編集
- 『吉利支丹文学抄』改造社、1926年5月。NDLJP:971193。
- 『本居宣長全集』 第1冊、岩波書店、1942年12月。
- 『本居宣長全集』 第2冊、岩波書店、1943年5月。
- 『本居宣長全集』 第3冊、岩波書店、1943年8月。
- 『本居宣長全集』 第25冊、岩波書店、1943年11月。
- 『本居宣長全集』 第26冊、岩波書店、1944年2月。

### 校訂
- 司馬無言『天地理談』岡書院、1930年6月。NDLJP:1123467。
- 本居宣長『うひ山ふみ・鈴屋答問録』岩波書店〈岩波文庫〉、1934年4月。ISBN 9784003021910。復刊2006年ほか。他も度々再版
- 本居宣長『玉勝間 上』岩波書店〈岩波文庫〉、1934年6月。ISBN 9784003021927。
- 本居宣長『玉勝間 下』岩波書店〈岩波文庫〉、1934年9月。ISBN 9784003021934。
- 本居宣長『玉くしげ・秘本玉くしげ』岩波書店〈岩波文庫〉、1934年12月。ISBN 9784003021958。
- 本居宣長『直毘霊・玉鉾百首』岩波書店〈岩波文庫〉、1936年7月。ISBN 9784003021941。
- 新井白石『読史余論』岩波書店〈岩波文庫〉、1936年9月。ISBN 9784003021224。NDLJP:1184418。
- 新井白石『西洋紀聞』岩波書店〈岩波文庫〉、1936年10月。ISBN 9784003021231。NDLJP:1173162。
- 山崎闇斎『垂加翁神説・垂加神道初重伝』跡部良顕編、岩波書店〈岩波文庫〉、1938年5月。ISBN 9784003304419。
- 林子平『海国兵談』岩波書店〈岩波文庫〉、1939年3月。ISBN 9784003303016。
- 山鹿素行『聖教要録・配所残筆』岩波書店〈岩波文庫〉、1940年6月。ISBN 9784003303818。

### 訳書
- ルイ・オウギュスト・サバティエ『宗教哲学概論』波多野精一共訳、内田老鶴圃、1907年6月。NDLJP:814891。
- ヴィルヘルム・ヴィンデルバント『ヴインデルバント近世哲学史 第壱 近世初期の部』内田老鶴圃、1914年11月。NDLJP:950807。
  - ヴィルヘルム・ヴィンデルバント『近世哲学史』 上巻、村岡晢共訳、角川書店〈角川文庫〉、1953年。

### 資料論文
- 「近世史学史上に於ける国学の貢献」『史林』第13巻第1号、史学研究会、1928年1月、30-41頁、NAID 120006815154。
- 「早稲田大学改革運動史〔大正5～6年「大学紛争事件」の記録〕」『早稲田大学史記要』第4号、早稲田大学大学史資料センター、1971年3月、39-52頁、NAID 40003928749。

## 評伝研究
- 日本思想史懇話会編集、前田勉・本村昌文責任編集「特集 村岡典嗣――新資料の紹介と展望」『季刊日本思想史』第74号、ぺりかん社、2009年6月、3-159頁、NAID 40016710506。
- 水野雄司『村岡典嗣 日本精神文化の真義を闡明せむ』ミネルヴァ書房〈ミネルヴァ日本評伝選〉、2018年11月。ISBN 9784623084760。